# Müllner Mátyás
Müllner Mátyás (Fertőmeggyes, 1818. február 7. – Sopron, 1902. január 30.) evangélikus líceumi igazgató.

## Élete
Földmíves szülők gyermeke. 1829-ben Tótkeresztúron volt a magyar nyelv megtanulása végett. 1830-ban a soproni gimnáziumban kezdte tanulását és magánleckeadással tartotta fenn magát. 1839-ben evangélikus hitjelölti vizsgát tett és azon év őszén Berlinbe ment tanulmányainak folytatása végett, ahol a teológiai tudományon kívül klasszika-filológiai, természettani és vegytani előadásokat hallgatott. 1841-ben Draskóczy Sámuel gömöri alispán házához ment nevelőnek, honnét 1842 áprilisában a soproni evangélikus líceumba hívták meg a szintaxis tanárának; 1843-ban foglalta el tanári állását és fokról fokra emelkedett, majd a felső osztályok vezetője, később a líceum igazgatója lett. 1853-tól teológiai tudományok előadásával foglalkozott. 1859-ben a pátens elleni küzdelemben fontos szerepet vitt. 47 évig működött a tanári pályán és 30 évig volt igazgató, egyszersmind igazgatója volt a 25 000 kötetből álló líceumi könyvtárnak és igazgatója a tanárok nyugdíjalapjának. 1889. június 19-én midőn nyugalomba vonult, búcsúünnepéllyel tisztelte meg a tanári kar.
Cikkei a soproni ág. ev. főtanoda Tudósítványában (1854. A soproni ág. hitv. ev. főtanoda története); a Magyar Könyv-Szemlében (1880. Adatok a soproni ev. lyceumi könyvtár történetéhez).

## Munkái
- Latin szókötéstan. Az ifjuság számára. Sopron, 1846. (Végén a római naptár).
- A soproni ev. főtanoda története. A soproni ev. gyülekezet nevezetesebb eseményeivel együtt. A tanoda háromszázados emlékünnepe alkalmával kiadta. Sopron, 1857. (Németül: Sopron, 1857. Ism. Prot. Egyh. és Isk. Lap 1858.).